# Клей-Сентер (Огайо)
Клей-Сентер (англ. Clay Center) — селище (англ. village) в США, в окрузі Оттава штату Огайо. Населення — 262 особи (2020).

## Географія
Клей-Сентер розташований за координатами 41°34′24″ пн. ш. 83°21′51″ зх. д. / 41.57333° пн. ш. 83.36417° зх. д. (41.573226, -83.364287).  За даними Бюро перепису населення США в 2010 році селище мало площу 2,68 км², уся площа — суходіл.

## Демографія
Згідно з переписом 2010 року, у селищі мешкало 276 осіб у 103 домогосподарствах у складі 74 родин. Густота населення становила 103 особи/км².  Було 114 помешкання (42/км²).
Расовий склад населення:
| - 98,2 % — білих - 1,1 % — осіб інших рас |

До двох чи більше рас належало 0,7 %. Частка іспаномовних становила 5,8 % від усіх жителів.
За віковим діапазоном населення розподілялося таким чином: 26,4 % — особи молодші 18 років, 59,1 % — особи у віці 18—64 років, 14,5 % — особи у віці 65 років та старші. Медіана віку мешканця становила 32,8 року. На 100 осіб жіночої статі у селищі припадало 85,2 чоловіків;  на 100 жінок у віці від 18 років та старших — 91,5 чоловіків також старших 18 років.
Середній дохід на одне домашнє господарство  становив 53 360 доларів США (медіана — 41 875), а середній дохід на одну сім'ю — 64 491 долар (медіана — 64 231). За межею бідності перебувало 20,2 % осіб, у тому числі 33,0 % дітей у віці до 18 років та 9,8 % осіб у віці 65 років та старших.
Цивільне працевлаштоване населення становило 146 осіб. Основні галузі зайнятості: виробництво — 27,4 %, освіта, охорона здоров'я та соціальна допомога — 17,1 %, мистецтво, розваги та відпочинок — 11,0 %, науковці, спеціалісти, менеджери — 10,3 %.